# Cowpunk
Cowpunk, ou Country Punk, é um subgénero do punk rock, originário do sul da Califórnia, criado nos anos 80. É uma mistura de punk rock com música country, e influenciado por bandas como The Cramps e The Gun Club.
Em particular, a expressão cowpunk foi associada a bandas da Louisiana, Mississipi, Alabama, Geórgia e Flórida, que tocavam uma versão mais rápida de Southern rock. Outra explicação sobre a designação cowpunk, é a de que terá tido origem em 1978, quando os Sex Pistols passaram por Dallas, na sua turnê americana.
No Brasil, a banda carioca Matanza é a mais notável no gênero.